# Кей-Кобад (мифология)
Кей-Кубад (авест. Кави Кавата; Кай Кавад; фарси Кай Кобад, Кей-Кобад) — в иранской мифологии и эпосе первый царь из династии Кеянидов.

## В «Авесте» и среднеперсидских источниках
В ранней «Авесте» он упомянут лишь дважды в кратких перечнях Кавиев: в «Замйад-яште» и «Фравардин-яште».
По «Бундахишну», Кават был младенцем, которого оставили в корзине в реке. Предыдущий царь Узоб нашёл его, воспитал и назвал «найдёнышем». Генеалогия его предков отсутствует. По «Чихрдад-наску» и «Денкарду», он был потомком Манучехра. Назван в числе обладателей хварно.
Согласно сочинению «Суждения духа разума», от Кай Кавада была польза в том, что он «был благодарен богам и хорошо управлял», и от него произошёл род Каянидов.
Правление Кай Кавада длилось 15 лет. Женой Кавата и матерью Кай Апивеха была Франа, дочь Нотарги, потомка Манушчихра в 7-м колене. Сыновьями Кай Апивеха были Кай Арш, Кай Бьярш, Кай Писинанг и Кай Кавус.

## Образ в «Шахнаме»
После смерти Гершаспа Иран остаётся без царя. В страну вторгается туранское войско под командованием царевича Афрасиаба. Заль и Ростем готовятся к войне. Заль выступает в поход, а Ростем отправляется на поиски потомка царского рода.
На горе Эльборз он встречает юношу в окружении спутников. Юноша рассказывает ему о себе — это Кей-Кобад, потомок Феридуна. Ростем вместе с ним едет к войску и по пути побеждает туранский отряд под командованием Колуна, который пытался их перехватить.
Иранцы воодушевлены появлением Кей-Кобада и готовятся к битве. Когда она начинается, Карен в поединке убивает туранца Шемасаса. Затем Ростем вступает в бой с Афрасиабом, побеждает его, но тот ускользает от смерти. Благодаря героическим подвигам Ростема туранцы разбиты.
Туранский царь Пешенг просит мира, и Кей-Кобад заключает его. В награду иранский царь жалует Ростему земли. Кей-Кобад прибывает в Истахр и воцаряется.
Кей-Кобад правил 100 лет, но его дальнейшее правление описано Фирдоуси конспективно. У него родились четыре сына: Кей-Кавус, Кей-Ареш, Кей-Пешин и Кей-Армин. Перед смертью он обращается к наследнику Кей-Кавусу с поучением, после чего умирает.

## У Алишера Навои
Алишер Навои упоминает о славе Кей-Кубада (Кайқубод), слава которого померкла со временем.